# Evo (Lammi)
Evo est un village de l'ancienne municipalité de Lammi, qui est maintenant un quartier d'Hämeenlinna en Finlande. 

## Présentation

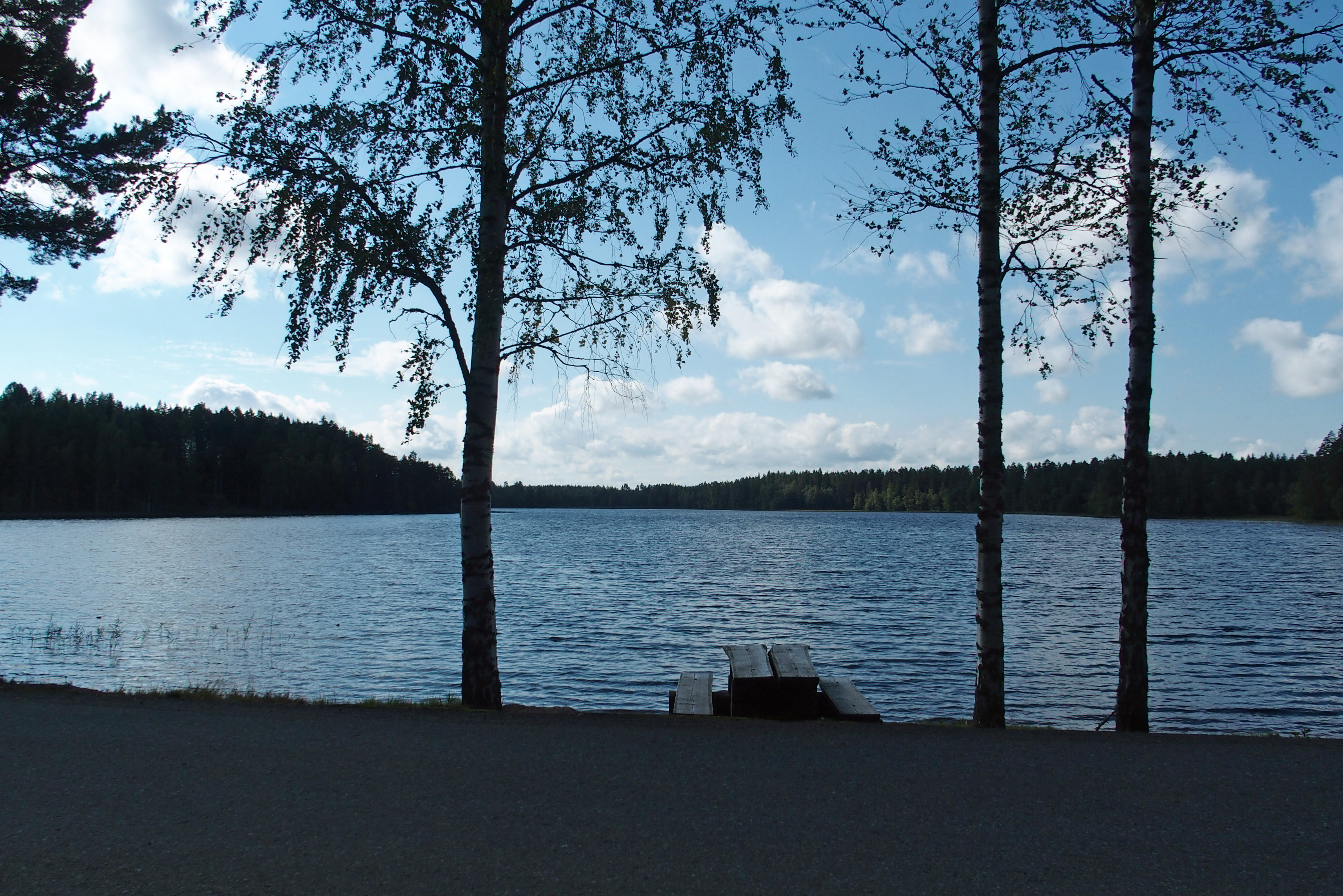
Le lac Alinen Rautjärvi vu du chemin Opistontie à Evo.

Evo propose de nombreuses activités touristiques et de loisirs liées à la nature forestière à proximité. 
La zone comprend la zone de pêche récréative de Niemisjärvi et l'unité d'enseignement forestier, qui est occupé par l'Université des sciences appliquées HAMK et l'Institut professionnel du Häme.
Evo est au bord de la kantatie 53.

## Zone d'Evo
La zone de randonnée d'Evo (fi) est créée en 1994 sur les terres de Lammi et de Padasjoki.
La zone d'Evo comprend la zone de randonnée d'Evo, les réserves naturelles nationales, l'institut forestier de l'Université des sciences appliquées HAMK et la forêt de randonnée de la ville d'Hämeenlinna.
La superficie totale de toutes les zones ci-dessus est de 8 500 hectares. 
La zone est élevée, comme c'est typique d'une zone de bassin versant, et le dénivelé peut atteindre 80 mètres.

## Institut forestier
L'enseignement forestier en Finlande a commencé à Evo en 1862. 
L'ancien institut forestier d'Evo, qui fait maintenant partie de l'Université des sciences appliquées HAMK et de l'Institut professionnel du Häme, est situé dans une forêt domaniale, où se trouve la zone de randonnée.